# Gare d'Espondeilhan
La gare d'Espondeilhan est une gare ferroviaire française de la ligne de Béziers à Neussargues, située sur le territoire de la commune d'Espondeilhan, dans le département de l'Hérault en région Occitanie.
Mise en service au XIXe siècle, elle est fermée au XXe siècle.

## Situation ferroviaire
Établie à 103 mètres d'altitude, la gare d'Espondeilhan est située au point kilométrique (PK) 446,670 de la ligne de Béziers à Neussargues, entre les gares de Ribaute-lès-Lieuran (fermée) et de Magalas (ouverte), s'intercale l'ancienne halte de « Lieuran - Bassan » (vers Béziers).
La sous-station 1,5 kV est située en face de l'ancien bâtiment voyageurs.

## Service des voyageurs
Gare fermée.

## Patrimoine ferroviaire
L'ancien bâtiment voyageurs est réaffecté en domicile privé.